# Сирон
Сиро (также Сирон; ок. 50 г. до н. э.) — эпикурейский философ, который жил в Неаполе.

Он был учителем Вергилия, и преподавал философию в своей школе в Неаполе. Есть два стихотворения, приписываемое Вергилию в «Приложении Вергилиана», которые упоминают Сирона, и где автор говорит о стремлении к миру в его компании:
Я отправляюсь в гавань блаженных, чтобы найти мудрые изречения великого Сиро и избавить свою жизнь от всяких забот. 
Цицерон также несколько раз упоминает Сирона и говорит о нём вместе с Филодемом как о «отличных гражданах и наиболее образованных людях». Комментатор V-го века Сервий утверждал, что Сирон был отмечен в шестой «Эклоге» Вергилия как персонаж Силен.